# دره پیشکن
دره پیشکن (به لاتین: Darreh-ye Pishkan) یک منطقهٔ مسکونی در افغانستان است که در ولسوالی جرم واقع شده‌است.